# ラショーン・スレーター
ラショーン・スレーター（Rashawn Slater、1999年3月26日 - ）は、アメリカ合衆国テキサス州シュガーランド出身のアメリカンフットボール選手。ポジションはオフェンシブタックル（OT）。NFLのロサンゼルス・チャージャーズに所属している。
カレッジフットボールはノースウェスタン大学でプレーをし、2021年のNFLドラフトで1巡目全体13位指名をされ、チャージャーズに入団した。

## 大学時代

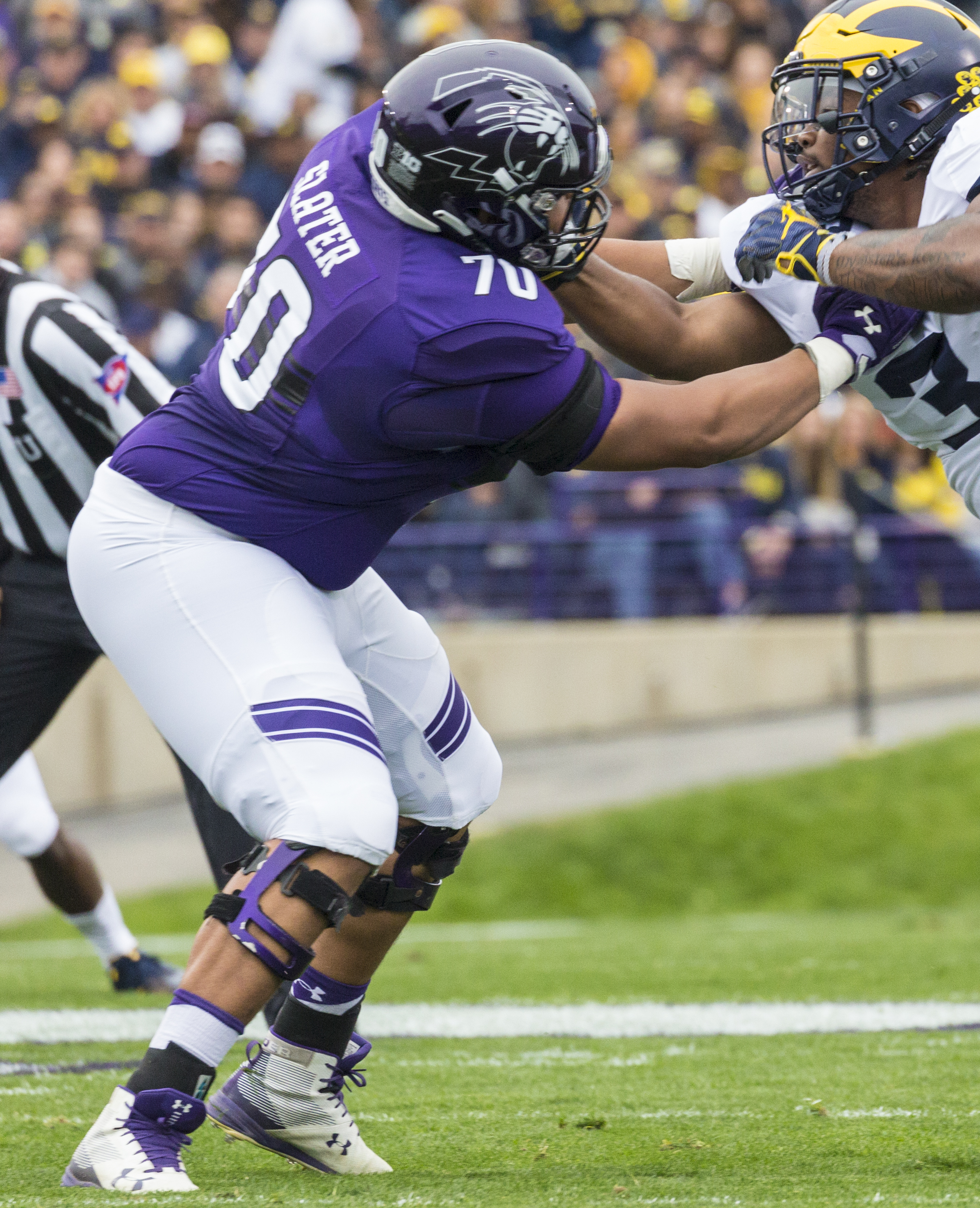
2018年のノースウェスタン大学時代のスレーター

トゥルーフレッシュマンイヤーに、右タックルとして12試合に先発出場し、ビッグ・テン・カンファレンス・オール・フレッシュマンチームに選ばれたまた、プロフットボールフォーカスによって、国内で最高の新人オフェンシブラインマンとして評価された。2年目には、14試合すべてにおいて先発出場し、オールビッグ・テンの第3チームに選ばれた。3年目には、11回の先発出場で、ゼロサックを記録した後、オールビッグテンオナーに選ばれた。
最終学年の4年目には、ビッグテンが新型コロナウイルスのパンデミックにより2020年シーズンを延期するという発表があったのち、スレーターは2021年のNFLドラフトの準備をしていると発表した。彼はその後もノースウェスタン大学に在籍し続け、2020年12月にコミュニケーション学の学位を取得して卒業した。

## プロキャリア

### ロサンゼルス・チャージャーズ

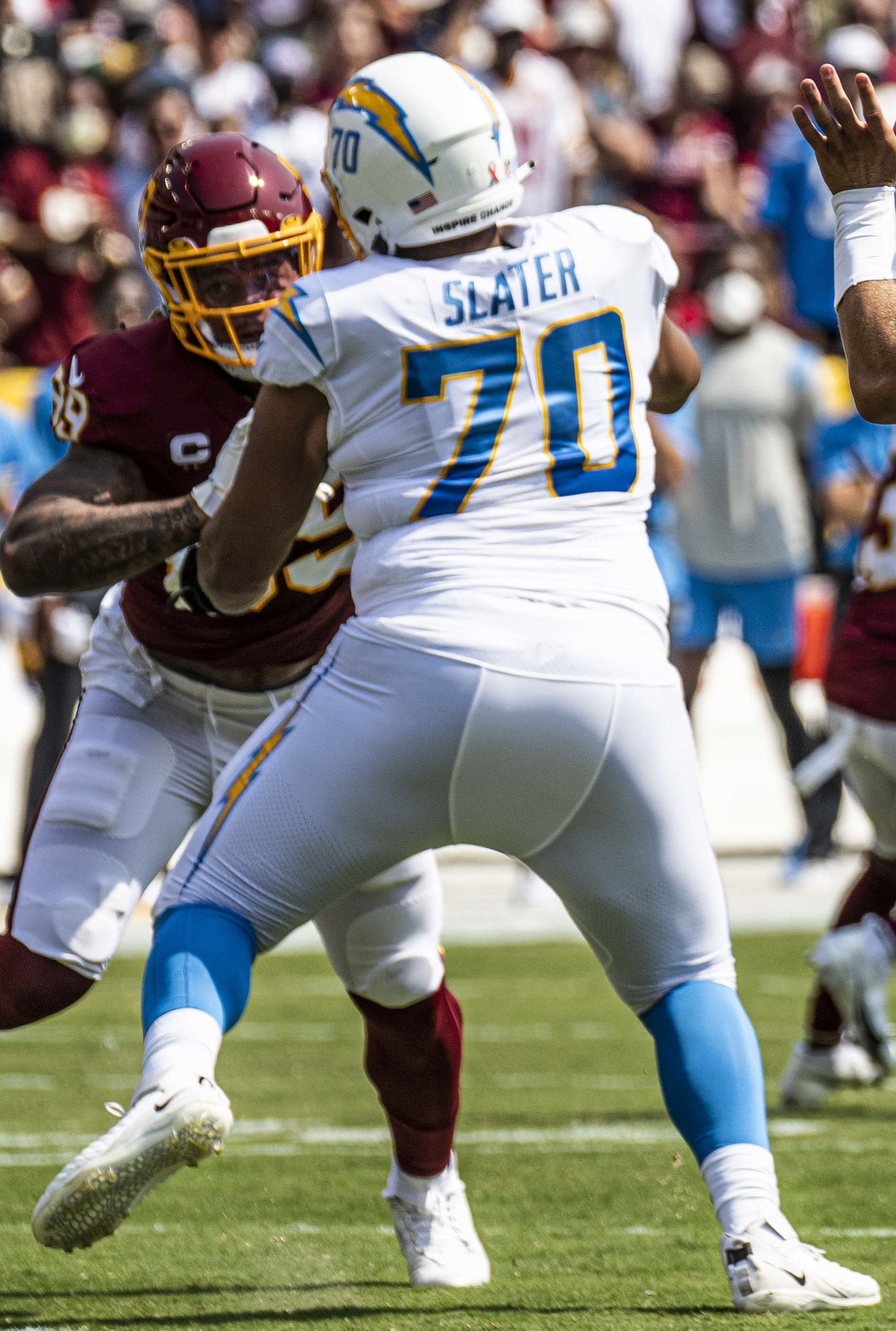
2021年にワシントン・フットボールチームのディフェンスライン、チェイス・ヤングをブロックしているスレーター

| 身長                    | 体重            | 腕 の 長 さ   | 手 の 大 き さ    | 40Yrd ダ ッ シ ュ | 10Yrd ス プ リ ッ ト | 20Yrd ス プ リ ッ ト | 20Yrd シ ャ ト ル | 3 コ 丨 ン ド リ ル | 垂 直 跳 び     | 立 ち 幅 跳 び     | ベ ン チ プ レ ス |
| ----------------------- | --------------- | ------------- | ----------------- | ----------------- | -------------------- | -------------------- | ----------------- | ------------------- | --------------- | ------------------ | ----------------- |
| 6 ft 4+1⁄4 in (194 cm)  | 304 lb (138 kg) | 33 in (84 cm) | 10+1⁄2 in (27 cm) | 4.88 s            | 1.68 s               | 2.89 s               | 4.45 s            | 7.48 s              | 33.0 in (84 cm) | 9 ft 4 in (2.84 m) | 33 回             |
| All values from Pro Day |                 |               |                   |                   |                      |                      |                   |                     |                 |                    |                   |

#### 2021年
スレーターは、 2021年のNFLドラフト1巡目（全体13位）でロサンゼルス・チャージャーズに指名された。彼は2021年7月27日に4年間のルーキー契約を結んだ。
ルーキーイヤーに、スレーターはチャージャーズの先発レフトタックルに指名され、NFLキャリア初のプロボウルに指名された。

#### 2022年
2022年シーズンの第3週のジャクソンビル・ジャガーズ戦で、上腕二頭筋の腱を断裂し、シーズン終了となった。

#### 2023年
全17試合に先発出場した。

#### 2024年
2024年4月27日、チームから5年目の契約オプションを行使された。15試合に先発出場し、3年ぶりのプロボウルに選出された。